# Ross Powers
Ross Gerard Powers (Bennington (Vermont), 10 februari 1979) is een voormalig Amerikaans snowboarder. 

## Carrière
Powers nam deel aan de Olympische Winterspelen 1998 en won daar de bronzen medaille op de halfpipe. Vier jaar later tijdens de spelen in zijn thuisland won Powers de gouden medaille op de Halfpipe. Powers won in 1996 en 1999 de wereldbeker op het onderdeel Halfpipe, Powers stond daar op het podium samen met twee landgenoten en dat voor de eerste volledig Amerikaanse podium tijdens de winterspelen sinds 1956.

## Resultaten

### Olympische Winterspelen
| Jaar | Plaats         | Resultaten |
| ---- | -------------- | ---------- |
| 1998 | Nagano         | Halfpipe   |
| 2002 | Salt Lake City | Halfpipe   |

### Wereldkampioenschappen
| FIS  | FIS         | FIS                             |
| Jaar | Plaats      | Resultaten                      |
| ---- | ----------- | ------------------------------- |
| 1996 | Lienz       | Halfpipe                        |
| 1997 | San Candido | 10e Halfpipe 23e Snowboardcross |